# Beykoz Anadoluspor
Beykoz Anadolu Spor Kulübü bzw. Beykoz Anadoluspor ist ein 1954 gegründeter türkischer Fußballverein aus dem Istanbuler Stadtteil Tuzla. Ihre Heimspiele bestreitet die Mannschaft im Tuzla Belediye Stadyumu. Die Vereinsfarben sind Blau-Weiß.

## Geschichte

### Gründung und die ersten Jahre
Der Club wurde 1954 im Istanbuler Stadtteil Tuzla gegründet. Nach der Gründung spielte der Verein in den unteren Istanbuler Amateurligen.

### Einstieg in den Profifußball
Zum Sommer 2012 stieg der Klub in die Bölgesel Amatör Lig, die höchste türkische Amateurliga, auf. Tuzlaspor beendete die Saison als Meister und stieg damit das erste Mal in seiner Vereinshistorie in die TFF 3. Lig auf. Dieser Aufstieg bedeutete auch die erste Teilnahme des Vereins am türkischen Profifußballbetrieb. In der Saison 2014/15 erreichte Tuzlaspor sensationell das Achtelfinale im Türkischen Fußballpokal. Nachdem man bereits in der Qualifikationsrunde Kasımpaşa Istanbul ausgeschaltet hatte, wurde man vor Mannschaften wie Sivasspor oder Gaziantepspor Gruppenerster.
In einer ersten Viertligasaison beendete der Verein die Saison auf dem 4. Tabellenplatz und qualifizierte sich für die Relegationsphase. In dieser Relegationsphase, die im türkischen Fußball als Play-offs bezeichnet werden, schied die Mannschaft im Halbfinale nach Elfmeterschießen gegen Menemen Belediyespor mit 4:6 aus.
In der zweiten Saison in der TFF 3. Lig, der Viertligasaison 2014/15, lieferte sich die Mannschaft mit Darıca Gençlerbirliği ein Kopf-an-Kopf-Rennen um die Meisterschaft. Nachdem die Herbstmeisterschaft an Darıca Gençlerbirliği vergeben wurde, übernahm der Verein am 24. Spieltag die Tabellenführung und beendete die Spielzeit souverän als Meister. Damit stieg der Klub zum ersten Mal in seiner Vereinsgeschichte in die dritthöchste türkische Spielklasse, die TFF 2. Lig, auf.
Am 4. Dezember 2019 sorgte der Verein für Aufsehen, als man als Drittligist im Hinspiel der 5. Pokalrunde bei Galatasaray Istanbul mit 2:0 gewann. Das Rückspiel endete allerdings mit 4:0 für den Favoriten und Tuzlaspor schied aus.
Im September 2024 wurde der Verein in Beykoz Anadolu SK umbenannt.

## Erfolge
- Meister der Bölgesel Amatör Lig und Aufstieg in die TFF 3. Lig: 2012/13
- Meister der TFF 3. Lig und Aufstieg in die TFF 2. Lig: 2014/15

## Ligazugehörigkeit
- 2. Liga: seit 2020
- 3. Liga: 2015-2020
- 4. Liga: 2013–2015
- Amateurligen: bis 2013

## Ehemalige Trainer (Auswahl)
- Mehmet Eyüp Tutçuoğlu (August 2007 – Mai 2009)
- Metin Köksal Terzi (August 2013 – Oktober 2013)
- İsmail Batur (Oktober 2013 – Mai 2014)
- Zafer Yiğit (September 2014 – Mai 2015)
- Erol Kolcu (April 2019 – )

## Präsidenten (Auswahl)
- Ahmet Çabuk
- Recep Doğrul